# Abraham Blooteling
Abraham Blooteling, född 1634 och död 1690, var en nederländsk kopparstickare.
Blooteling stack främst efter Rubens, Frans Hals och Thomas de Keyser och andra nederländska konstnärer. Han arbetade även som etsare i mezzotintomaner samt förbättrade tekniken genom införande av granuleringsjärnet.